# 雙鬚骨舌魚
雙鬚骨舌魚（學名：Osteoglossum bicirrhosum），又稱銀龍魚，俗名銀帶，分佈在亞馬遜河、埃塞奎博河和奧亞波克河流域，在當地是重要的漁獲物，亦是主要的觀賞魚之一，在亞洲因風水需求相當受歡迎但價值略低於亞洲龍魚。

## 特徵
身體呈帶狀。口裂下斜、蓋住上頜的下頜具有類似育兒袋來口孵仔魚。頜鬚一對、眼睛大而靈活。鱗片大而明顯、鱗片外緣呈粉橘色而隨成長而淡化。臀鰭從肛門後方延續至尾柄，背鰭長度比臀鰭稍短。最大長至120公分。

## 生態
雖然屬於雜食性，有些會吃人工飼料，但也屬於大型肉食魚類，捕食水域的獵物，可跳躍於水上捕食水面上的獵物。主要棲息流速較緩慢的河段，主要在表層水域主要活動。繁殖時雄魚負責授精卵的口孵工作，仔魚長至3-4公分才會被吐出來，此時仔魚有卵黃囊不須攝食。